# إدارة الفنادق
إدارة الفنادق دراسة أكاديمية تضمن:
- بكالوريوس في إدارة الفنادق
- ماجستير في إدارة الفنادق
- الدكتوراة في إدارة الفنادق

## سويسرا
تعتبر سويسرا أكثر الدول استقطاباً للطلاب الراغبين في العمل وتحوي على مجموعة كبيرة من الكليات والجامعات المختصة فقط بهذه الدراسة. وفي مدينة لوتزرن الصغيرة يوجد 7 كليات وجامعات لإدارة الفنادق تستقطب الآلاف من الطلاب سنوياً. وسبب الرغبة للدراسة في سويسرا هو وجود أفضل ثلاثة جامعات في العالم في سويسرا
بعض الكليات في سويسرا
- جامعة إدراة الأعمال والفنادق
- غليون
- ليه لاروش
- لوزان
- المعهد السويسري لإدارة الفنادق

## المملكة المتحدة
تعتبر المملكة المتحدة من أكثر الدول استقطاباً للطلاب في جميع المجالات لذلك فإن الكثير من الطلاب يذهبون إلى المملكة المتحدة للدراسة فيها. وهناك عشرات الجامعات في المملكة المتحدة لتدريس هذا الفرع

## الولايات المتحدة الأمريكية
تعتبر جامعة فلوريدا من أكبر الجامعات في العالم في هذا المجال إذ يبلغ عدد الطلاب في هذا الفرع 1,337 طالب